# Гримен
Гримен (њем. Grimmen) град је у њемачкој савезној држави Мекленбург-Западна Померанија. Једно је од 64 општинска средишта округа Нордфорпомерн. Према процјени из 2010. у граду је живјело 10.655 становника. Посједује регионалну шифру (AGS) 13057036.

## Географски и демографски подаци
Гримен се налази у савезној држави Мекленбург-Западна Померанија у округу Нордфорпомерн. Град се налази на надморској висини од 9 метара. Површина општине износи 50,3 km². У самом граду је, према процјени из 2010. године, живјело 10.655 становника. Просјечна густина становништва износи 212 становника/km².

## Међународна сарадња
| Мјесто      | Држава    | Врста сарадње | Од    |
| ----------- | --------- | ------------- | ----- |
|             | Пољска    | партнерство   | 1992. |
|             | Француска | партнерство   | 1990. |
|             | Шведска   | партнерство   | 1992. |
| Стафансторп | Шведска   | партнерство   | 1992. |
| Извор       |           |               |       |